# J'ai tout oublié
Singles de Marc Lavoine
Le Pont Mirabeau
(2001) J'aurais voulu
(2002)
Pistes de Marc Lavoine
Ma jonque est jaune Ma solitude.com
J'ai tout oublié est une chanson écrite par Marc Lavoine, composée par Georges Lunghini, interprétée en duo par Marc Lavoine et Cristina Marocco. Elle figure sur le huitième album du chanteur, simplement intitulé Marc Lavoine, dont elle est le second extrait en single le 19 novembre 2001.

## Histoire de la chanson
En 2000, chanteur ayant déjà obtenu de beaux succès, tels Pour une biguine avec toi, Elle a les yeux revolver, Le Parking des anges, etc., Marc Lavoine enregistre un huitième album (qui sortira en 2001, intitulé sobrement Marc Lavoine). Depuis les années 1980, Lavoine a l'image marketing parfaite du jeune chanteur romantique et élégant, presque mondain, du «Sucre raffiné» titre le journal Libération pour un portait de l'artiste, avec cependant, pour ce journal, un côté «un brin schizo» et critique,  qui lui donne d'autres ouvertures,.
Il propose à la chanteuse italienne Christina Marocco qu'il a croisé et qui est installée en France depuis quelques mois, de réaliser ensemble un duo (Marc Lavoine apprécie de chanter en duo, qui jalonnent son parcours discographique). Le texte évoque une séparation amoureuse. La musique est du musicien Georges Lunghini. Dans les chœurs, peut être entendue également la voix de Claire Keim, avec qui Marc Lavoine interprète un autre duo dans le même album, Je ne veux qu'elle.
Le single, sorti une semaine avant l'album, se classe en tête des ventes en France pendant deux semaines et 4e en Belgique francophone. Il est certifié disque d'or dans ces deux pays.

## Liste des titres
1. J'ai tout oublié - 4:05
2. Ma jonque est jaune - 3:30

Ma jonque est jaune est chantée par Marc Lavoine seul. Composée par Marc Lavoine et écrite par Jean Fauque, elle figure également sur l'album Marc Lavoine.

## Classements

### Classements hebdomadaires
| Classement (2001-02)                    | Meilleure position |
| --------------------------------------- | ------------------ |
| Belgique (Wallonie Ultratop 50 Singles) | 4                  |
| France (SNEP)                           | 1                  |

### Classements de fin d'année
| Classement (2001) | Position |
| ----------------- | -------- |
| France (SNEP)     | 69       |

| Classement (2002)            | Position |
| ---------------------------- | -------- |
| Belgique (Wallonie Ultratop) | 50       |
| France (SNEP)                | 20       |

## Certifications
| Pays                     | Certification | Date            | Seuil   |
| ------------------------ | ------------- | --------------- | ------- |
| Belgique (IFPI Belgique) | Or            | 18 février 2002 | 10 000  |
| France (SNEP)            | Or            | 19 février 2002 | 250 000 |